# 陈凤翔
陈凤翔（1955年9月—），男，汉族，内蒙古察右前旗人。北京大学俄语专业毕业。第十二届、十三届全国人大常委会委员，全国人大外事委员会主任委员。

## 生平
1973年1月参加工作，1974年12月加入中国共产党。1975年10月起在北京大学俄语系学习，1979年2月任北京大学国政系教师。1984年10月调入中共中央对外联络部，历任副处长、处长、副局长、局长（其间，1987年8月至1988年9月赴苏联进修；1992年7月至1994年9月任中国驻俄罗斯大使馆一等秘书；1997年4月至1998年3月在陕西省彬县挂职，任副县长）。2003年1月，任中联部副秘书长兼六局局长。2004年5月，任中联部部长助理。2006年1月，任中共中央对外联络部副部长。2016年7月，不再担任中共中央对外联络部副部长。